# Мухарх
Мухарх (тиндин. Мухархъа) — село в Цумадинском районе Дагестана. Входит в состав сельского поселения Тиндинский сельсовет.

## География
Село находится в 1,5 км к северо-востоку от центра сельского поселения — села Тинди и в 9 км к юго-востоку от районного центра — села Агвали.

## Население
| 1939 | 1970 | 1989 | 2002 | 2003 | 2004 | 2007 |
| ---- | ---- | ---- | ---- | ---- | ---- | ---- |
| 84   | ↘60  | ↘43  | ↘31  | →31  | ↗45  | ↗46  |
| 2010 | 2021 |      |      |      |      |      |
| ↗52  | ↘47  |      |      |      |      |      |

В Мухархе проживают - тиндинцы.  По данным Всероссийской переписи населения 2010 года в селе проживало 52 человека.